# Jacek Wąsowicz
Jacek Wąsowicz (ur. 13 września 1951) – polski bokser, mistrz Polski.
Był mistrzem  Polski w wadze lekkiej (do 60 kg) w 1973 oraz wicemistrzem w tej kategorii wagowej w 1971 i w 1974. Był również mistrzem Polski juniorów  w wadze piórkowej (do 57 kg) w 1969.
Zdobył srebrny medal w kategorii lekkiej na Spartakiadzie Gwardyjskiej w Uściu nad Łabą w 1973.
Zwyciężył w kategorii lekkiej w turniejach „Złota Łódka” w 1975 i „Laur Wrocławia” w 1976.